# Мандарин (чиновник)
Мандарин (порт. mandarim [ˌmɐ̃dɐˈɾĩ] — министр, чиновник, от санскр. मंत्री — мантрин — советник) — данное португальцами название чиновников в имперском Китае, позднее также в Корее и Вьетнаме.

## Этимология
Название происходит через португальское посредство (mandarim) из санскрита (mantrī — советник, министр) и является переводом собственно китайского слова «чиновник» (кит. 官). Вопреки расхожему заблуждению, это слово обозначало не только чиновников маньчжурской династии. На протяжении 1300 лет в Китае действовал строжайший образовательный ценз. Для назначения мандарином требовалось пройти сложную процедуру экзаменации.
Впоследствии термином «мандарин» в западном мире стали также обозначать и «язык чиновников» сложившийся в империях Мин и Цин, в последствии современный севернокитайский (буквальная калька c севернокитайского гуаньхуа — «речь мандаринов»), а в XX веке это обозначение перешло на государственный язык КНР, путунхуа.

## История
В императорском Китае государственная служба существовала ещё со времён Династии Чжоу, но тогда высшие государственные посты занимали в основном родственники монарха или представители дворянства.
Замена системы девяти рангов системой Кэцзюй в 605 году при Династии Суй привела к возникновения такого сословия как мандарины, которое окончательно сформировалось во времена Танской династии. Мандарины стали основателями и ядром шэньши. Позднее мандарины отправлялись на службу в уездные города в свои резиденции — ямэни.
После падения Цин вместо мандаринов в Китайской республике появились государственные служащие.

## Ранги мандаринов
Во времена Цинской династии (1644—1912) существовали военные и гражданские служащие, которых делили на 9 рангов с 2 подрангами в каждом. Гражданские назначения варьировались от сослуживца императора или великого секретаря в Запретном городе (самого главного) до магистрата округа, сборщика налогов, заместителя тюремного надзирателя, заместителя комиссара полиции или налогового инспектора. Военные назначения варьировались от фельдмаршала или камергера императорской стражи до сержанта третьего класса, капрала или рядового первого или второго класса.
Все должности перечислены в таблице ниже.
| Ранг | Гражданские должности | Военные должности                                                                     |
| ---- | --- | ------------------------------------------------------------------------------------- |
| 1a   | Слуги императора, Великие секретари | Фельдмаршал, камергер императорской охраны                                            |
| 1b   | Заместители слуг императора, слуги наследника, председатели судов, советники, цензоры                                                           | Знаменосцы генерал-лейтенанта, маньчжурский генерал-майор, главнокомандующий армией   |
| 2a   | Заместители слуг наследника, вице-президенты судов, министры при императорском дворе, генерал-губернаторы провинций                             | Знаменосцы генерал-капитана, коменданты дивизий, бригадные генералы                   |
| 2b   | Канцлеры императорского двора и академии Ханьлинь, министр финансов, провинциальные губернаторы                                                 | Генерал-майор, полковник                                                              |
| 3a   | Помощники вице-президентов цензуры, провинциальные судьи, директор судебных органов                                                             | Артиллерийские и стрелковые бригадиры, бригадир разведки, знаменосцы полковника       |
| 3b   | Директор имперских банкетов, императорский конюх, контролёр сбора соли                                                                          | Знаменосцы бригадного командира вне Пекина                                            |
| 4a   | Директор и помощник директора императорского двора, судов, цензора, внешних связей и обслуживающего персонала                                   | Подполковник артиллерии, капитан стрелковых войск и разведки, майор полиции в Пекине  |
| 4b   | Инструкторы в Великом Секретариате и академии Ханьлинь, префекты                                                                                | Капитан, помощник майордома в княжеских дворцах                                       |
| 5a   | Заместители инструкторов в академии Ханьлинь, субпрефекты                                                                                       | Капитан полиции, лейтенант или старший лейтенант                                      |
| 5b   | Помощники инструкторов и библиотекарей в академии Ханьлинь, помощники директоров советов и судов, цензоры                                       | Лейтенанты стражи ворот, младшие капитаны                                             |
| 6a   | Секретари и преподаватели Имперских и Ханлинских институтов, секретари и регистраторы, Имперских Офисов и Магистрата Полиции                    | Телохранители, лейтенанты артиллерии, стрелковых войск и разведки, младшие лейтенанты |
| 6b   | Помощники секретарей в имперских канцеляриях и секретариатах законов, заместители провинциальных субпрефектов, буддийские и даосские священники | Заместитель лейтенанта полиции                                                        |
| 7a   | Помощники полицейских магистратов, регистраторы исследований, директора исследований в Пекине, окружные магистраты                              | Клерк городских ворот, младший лейтенант                                              |
| 7b   | Секретари в офисах помощников губернаторов, контролёров сбора соли и транспортных станций                                                       | Помощник майордома в дворянской усадьбе                                               |
| 8a   | Помощники окружных магистратов, префектурные секретари, уездный директор по исследованиям                                                       | Прапорщики                                                                            |
| 8b   | Заместитель директора по исследованиям, архивисты Управления по контролю за солью                                                               | Старший сержант                                                                       |
| 9a   | Тюремные надзиратели, районные регистраторы, префектурные архивисты                                                                             | Сержант                                                                               |
| 9b   | Префектурный сборщик налогов, заместитель тюремного надзирателя, заместитель комиссара полиции, налоговый эксперт                               | Младший сержант, капрал, ефрейтор, рядовой                                            |

Во времена Цинской династии, губернаторы провинций носили на своих шапках штырь с рубиновым шариком сверху. У более низких рангов чиновников вместо рубина использовался коралл, сапфир, лазурит, белый нефрит, золото и серебро.

## Привилегии
Как почётная альтернатива смертной казни, существовал обычай жаловать смертью — приговорённому к смертной казни высокопоставленному мандарину ввиду его особых заслуг и как знак особой милости со стороны императора позволялось совершить самоубийство.